# San Camilo Asentamiento 7
San Camilo Asentamiento 7 es una localidad de 2374 habitantes situada en el distrito de Cocachacra, en la provincia de Islay (Departamento de Arequipa en Perú)

## Historia
San Camilo es una localidad ubicada a 1240 m s. n. m. en la parte alta de Islay, está conformado por las pampas y una irrigación, cerca de él se encuentra la laguna San Camilo.

## Galeria

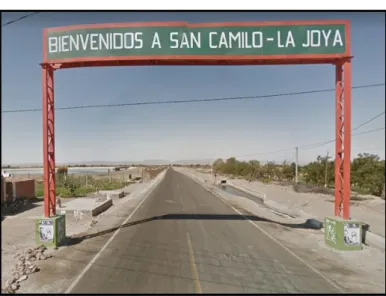